# 齋藤利良
齋藤利良（生年不詳－1538年9月23日）是日本戰國時代武將。美濃守護代。美濃齋藤氏持是院家第6代當主。父親是持是院家第3代當主齋藤利親。兄弟有花村外記利房（『古代氏族系譜集成』）。幼名勝千代、新四郎（『美濃明細記』）。官位是大和守（『美濃明細記』）。

## 生平
生年不詳，家中嫡男。明應5年（1497年）12月，父親利親和祖父妙純在近江戰死，此時因為年幼，於是叔父又四郎和彦四郎繼承持是院家當主。
仕於美濃守護土岐政房，不過雙方對立。此時支持政房的嫡男賴武，而政房和小守護代長井長弘則推舉次男賴藝，於是各方組成派閥。永正14年（1517年）12月27日，雙方爆發合戰，在這次合戰中獲勝，賴藝派與在永正9年（1512年）逃亡到尾張的前守護代彦四郎連絡，等待反擊機會。
永正15年（1518年）8月10日，雙方再次發起合戰，這次賴藝派獲勝，彦四郎再次進入美濃。此時與賴武一同前往越前投靠從兄朝倉孝景（宗淳）。賴藝派向室町幕府請求發出御內書，迫使朝倉氏送賴武上洛，不過孝景對此無視。這段時期，美濃國內亦持續著賴武派和賴藝派的合戰。
永正16年（1519年）6月16日，土岐政房死去，美濃守護職變成空位，朝倉孝景命令弟弟景高向美濃出陣，景高率兵3千，與賴武、利良一同侵攻美濃，連戰連勝，賴武終於成為美濃守護，而彦四郎失勢並戰死。
在賴武政權下以守護代發揮能力，不過在永正18年（1521年）後就沒有明顯活動。在天文7年（1538年）9月1日死去（『岐阜市史』），一說是被殺害。法名是權大僧都法印岱宗妙全、持是院妙全（『美濃明細記』）。利親的弟弟利茂（或齋藤利為的兒子）成為新的守護代。
此後，近衛稙家的庶子多幸丸成為齋藤道三的養子，並改名為齋藤正義，繼承持是院家。